# الکساندر زایتس
الکساندر زایتس (انگلیسی: Oleksandr Zayets; ۲۳ مارس ۱۹۶۲ – ۲۹ آوریل ۲۰۰۷) بازیکن فوتبال اهل اتحاد جماهیر شوروی سوسیالیستی بود.
از باشگاه‌هایی که در آن بازی کرده‌است می‌توان به باشگاه فوتبال تورپیدو زاپروژیا، باشگاه فوتبال متالورگ زاپروژیا، و باشگاه فوتبال متالیست خارکوف اشاره کرد.